# Saxo Bank-Tinkoff Bank/2012
Deze pagina geeft een overzicht van de Saxo Bank-Tinkoff Bank-wielerploeg in 2012. Het team is dit seizoen een van de 18 teams die het recht hebben, maar ook de plicht, deel te nemen aan alle wedstrijden van de UCI World Tour.

## Algemeen
Sponsor: Saxo Bank
Algemeen manager: Bjarne Riis
Ploegleiders: Dan Frost, Nick Gates, Fabrizio Guidi, Tristan Hoffman, Philippe Mauduit, Bradley McGee
Fietsmerk: Specialized
Kleding: Sportful
Budget: niet bekend
Kopmannen: Alberto Contador, Juan José Haedo, Nick Nuyens

## Renners
| Naam                    | Geboortedatum | Nationaliteit | Ploeg 2011                |
| ----------------------- | ------------- | ------------- | ------------------------- |
| Manuele Boaro           | 12-03-1987    | Italië        |                           |
| Jonathan Cantwell       | 08-01-1982    | Australië     | Fly V Australia           |
| Mads Christensen        | 06-04-1984    | Denemarken    |                           |
| Alberto Contador        | 06-12-1982    | Spanje        |                           |
| Juan José Haedo         | 26-01-1981    | Argentinië    |                           |
| Lucas Sebastian Haedo   | 18-04-1983    | Argentinië    |                           |
| Jesús Hernández         | 28-09-1981    | Spanje        |                           |
| Volodymyr Hoestov       | 15-02-1977    | Oekraïne      |                           |
| Christopher Juul Jensen | 06-07-1989    | Denemarken    | Glud & Marstrand-LRO      |
| Jonas Aaen Jørgensen    | 20-04-1986    | Denemarken    |                           |
| Kasper Klostergaard     | 22-05-1983    | Denemarken    |                           |
| Karsten Kroon           | 29-01-1976    | Nederland     | BMC Racing Team           |
| Anders Lund             | 14-02-1985    | Denemarken    | Leopard-Trek              |
| Rafał Majka             | 25-02-1990    | Polen         |                           |
| Ran Margaliot           | 18-07-1988    | Israël        |                           |
| Jarosław Marycz         | 17-04-1987    | Polen         |                           |
| Takashi Miyazawa        | 27-02-1978    | Japan         | Farnese Vini-Neri Sottoli |
| Michael Mørkøv          | 30-04-1985    | Denemarken    |                           |
| Daniel Navarro          | 08-07-1983    | Spanje        |                           |
| Benjamín Noval          | 23-01-1979    | Spanje        |                           |
| Nick Nuyens             | 05-05-1980    | België        |                           |
| Sérgio Paulinho         | 26-03-1980    | Portugal      | Team RadioShack           |
| Bruno Pires             | 15-05-1981    | Portugal      | Leopard-Trek              |
| Luke Roberts            | 25-01-1977    | Australië     |                           |
| Chris Anker Sørensen    | 05-09-1984    | Denemarken    |                           |
| Nicki Sørensen          | 14-05-1975    | Denemarken    |                           |
| David Tanner            | 30-09-1984    | Australië     |                           |
| Matteo Tosatto          | 14-05-1974    | Italië        |                           |
| Troels Ronning Vinther  | 24-02-1987    | Denemarken    | Glud & Marstrand-LRO      |

## Belangrijke overwinningen
| Ronde van San Luis 3e etappe: Alberto Contador 5e etappe: Alberto Contador * Ronde van Taiwan 4e etappe: Jonathan Cantwell 7e etappe: Jonathan Cantwell Ronde van Catalonië Bergklassement: Chris Anker Sørensen Ronde van het Baskenland Bergklassement: Mads Christensen Circuit des Ardennes 2e etappe: André Steensen | GP Denain Winnaar: Juan José Haedo Ronde van de Ain 3e etappe: Daniel Navarro Ronde van Spanje 17e etappe: Alberto Contador Eindklassement: Alberto Contador Milaan-Turijn Winnaar: Alberto Contador GP Beghelli Winnaar: Nicki Sørensen |

* Alberto Contador werd op 6 februari 2012 met terugwerkende kracht per 5 augustus 2010 geschorst (zie ook eigen artikel).
1998 · 1999 · 2000 · 2001 · 2002 · 2003 · 2004 · 2005 · 2006 · 2007 · 2008 · 2009 · 2010 · 2011 · 2012 · 2013 · 2014 · 2015 · 2016
AG2R-La Mondiale · Astana · BMC Racing Team · Euskaltel-Euskadi · FDJ-Big Mat · Team Garmin-Sharp-Barracuda · Katjoesja · Lampre-ISD · Liquigas-Cannondale · Lotto-Belisol · Team Movistar · Omega Pharma-Quick Step · Orica-GreenEdge · Rabobank · RadioShack-Nissan-Trek · Saxo Bank-Tinkoff Bank · Sky ProCycling · Vacansoleil-DCM